# Цимбалару Анастасія Ігорівна
Анастасія Ігорівна Цимбалару (нар. 10 липня 1992, Болград) — українська акторка театру та кіно, благодійниця на користь ЗСУ. Донька Анжеліки Цимбалару.

## Життєпис
Народилася 10 липня 1992 року в місті Болграді на Одещині. В родині спілкувалася болгарською та російською мовами.
У 2009 році за настановою батьків вступила у вищий навчальний заклад навчатися на юристку, але  через рік покинула навчання. Вступила навчатися на акторку до КНУТКіТ імені Івана Карпенка-Карого. У 2016 році закінчила навчання за спеціальністю «Актор драматичного театру і кіно» (майстерня Юрія Висоцького).
У студентські роки (2014−2016) була акторкою київського ТЮГу на Липках (вистава «У пошуках радості»), а також почала зйомки в кіно, дебютувавши в медичному серіалі «Швидка допомога» (2014). 2017-го зіграла одну з головних ролей у мелодрамі «Не можу забути тебе» (режисер Олег Філіпенко). У 2021 році запамʼяталася аудиторії завдяки серіалу «Папік». 
У травні 2023 року разом з чоловіком Григорієм Баклановим та колегою Арамом Арзуманяном знялася в головній ролі в кліпі «Кайф» української співачки Masha Danilova. 
Також разом з чоловіком та колегами того ж року зіграла у виставі-висловлюванні про пам’ять і любов «Круасани з мигдалем», де за допомогою показу вистав збирали кошти на дрон Autel Evo Max 4 для 47 ОМБр. 
У 2023 році зіграла у серіалі «Жіночий лікар. Нове життя». Її партнером став Андрій Ісаєнко. Ця роль стала для акторки першою великою роботою на знімальному майданчику від початку повномасштабного вторгнення.
А вже на початку 2024 року Анастасія Цимбалару зіграла головну роль у ліричному українському мінісеріал «Новорічна шкереберть» у парі з Андрієм Ісаєнком, який отримав мільйон переглядів та вийшов на перше місце в трендах українського сегменту YouTube.
У 2025 році амбасадорка 6-го Міжнародного етнографічного кінофестивалю «ОКО».

## Благодійна діяльність
У перші місяці повномасштабної війни з Росією допомагала військовим матеріально, потім чоловік почав точково закуповувати амуніцію й пікапи, але весною зрозуміла, що треба збільшувати масштаби. Так зʼявилась ідея акторського благодійного аукціону. Запропонувала цю ідею колегам, і так почало діяти громадське об‘єднання ActLots. Благодійна платформа об'єднала понад 140 українських акторів. Акторка дає звітність на кілька мільйонів наданої допомоги, але вони з чоловіком не зупиняються та продовжують створювати благодійні заходи й проєкти задля допомоги бійцям ЗСУ.

## Сім'я
Одружена із Григорієм Баклановим, українським актором театру та кіно (одружилися 2021-го), з яким зустрічалася з часів навчання в університеті. У березні 2024 року актори оголосили про розлучення. 

## Фільмографія
- 2014 — Швидка допомога (12 серія) — Ніка Дебют у кіно
- 2015 — Слідчі — Мар'яна Матвієнко
- 2015 — Не зарікайся — гримерка
- 2015 — Пес (8 серія «Привиди минулого») — Ірина Грицай, слідча
- 2016 — Центральна лікарня — Діана Іщенко, наречена Олександра
- 2017 — Друге життя Єви — Віка, коханка Германа, продавчиня в бутіку
- 2017 — Курка — Марина, клавішниця
- 2017 — Схватка — Ліка
- 2017 — Той, хто не спить — Полетт
- 2017 — Не можу забути тебе — Яна
- 2017 — Чужі рідні — Каріна Алієва
- 2018 — Ангеліна — Тая Поливанова
- 2018 — Вечірка — Аліса
- 2018 — Дружина з того світу — Каріна, дівчина Віталія
- 2018 — Хто ти? — Іра Крюкова, модель
- 2018 — У минулого в боргу! — Катя, сусідка Вероніки
- 2018 — Людина без серця — Емілія Колобова
- 2019 — Повернення — Неля, однокласниця Олега
- 2019 — Якщо ти мене пробачиш — Марина, зведена сестра Олени
- 2019 — Кровна помста — Оля, донька Чистякова, секретарка та коханка Віктора
- 2019 — Вибір матері — Каріна
- 2019 — Замок на піску — Ярослава Іваннікова, аспірантка
- 2019 — Міраж — Віка
- 2019 — Спадкоємці — Настя, офіціантка
- 2019 — Пристрасті по Зінаїді — Ельвіра, подруга дитинства Ігоря
- 2020 — Довга дорога до щастя — Ніна Нікітіна
- 2020 — Експерт — Дарія Шарова
- 2020 — Мавки — коханка Митрохіна
- 2020 — Рись — Аня
- 2020 — Дільничний з ДВРЗ (з 2-го сезону) — Саша (дівчина дільничного Бондаря)
- 2021 — Знайду пару коханому — Олена
- 2021 — Все, що захочеш — Лєра
- 2021 — Провина кохання — Ніка
- 2021 — Дівчата — Інна
- 2021 — Ворожка — Вікторія
- 2021 — Джек і Лондон — Алєкс
- 2021 — Папік 2 — Котляренко
- 2021 — Різниця у віці — Віра
- 2021 — Скажи мені правду — Настя
- 2021 — Тонка робота — Женя
- 2021 — Морська поліція. Чорноморськ — дівчина лейтенанта Єгора Ковальчука
- 2022 — Між світлом і тінню — Надя
- 2023 — Жіночий лікар. Нове життя — Олена Руденко[18]
- * 2024 — Новорічна шкереберть — Таня
- * 2025 — Слідча — Ася Ясинская
- 2025 — Майор Сковорода — Валерія
- 2025 — Батьківські збори